# Dommary-Baroncourt
Dommary-Baroncourt és un municipi francès situat al departament del Mosa i a la regió del Gran Est. L'any 2007 tenia 821 habitants.

## Demografia

### Població
El 2007 la població de fet de Dommary-Baroncourt era de 821 persones. Hi havia 312 famílies, de les quals 80 eren unipersonals (32 homes vivint sols i 48 dones vivint soles), 88 parelles sense fills, 124 parelles amb fills i 20 famílies monoparentals amb fills.
La població ha evolucionat segons el següent gràfic:
Habitants censats

### Habitatges
El 2007 hi havia 346 habitatges, 314 eren l'habitatge principal de la família i 32 estaven desocupats. 286 eren cases i 59 eren apartaments. Dels 314 habitatges principals, 215 estaven ocupats pels seus propietaris, 90 estaven llogats i ocupats pels llogaters i 9 estaven cedits a títol gratuït; 4 tenien una cambra, 11 en tenien dues, 39 en tenien tres, 100 en tenien quatre i 160 en tenien cinc o més. 254 habitatges disposaven pel capbaix d'una plaça de pàrquing. A 144 habitatges hi havia un automòbil i a 132 n'hi havia dos o més.

### Piràmide de població
La piràmide de població per edats i sexe el 2009 era:
| Homes | Edats   | Dones |
| ----- | ------- | ----- |
| 0     | 95 o +  | 0     |
| 4     | 90 a 94 | 0     |
| 4     | 85 a 89 | 8     |
| 8     | 80 a 84 | 16    |
| 8     | 75 a 79 | 24    |
| 28    | 70 a 74 | 32    |
| 20    | 65 a 69 | 8     |
| 36    | 60 a 64 | 28    |
| 12    | 55 a 59 | 12    |
| 12    | 50 a 54 | 24    |
| 32    | 45 a 49 | 16    |
| 36    | 40 a 44 | 36    |
| 32    | 35 a 39 | 32    |
| 28    | 30 a 34 | 12    |
| 16    | 25 a 29 | 12    |
| 20    | 20 a 24 | 8     |
| 36    | 15 a 19 | 24    |
| 28    | 10 a 14 | 20    |
| 28    | 5 a 9   | 16    |
| 8     | 0 a 4   | 12    |

## Economia
El 2007 la població en edat de treballar era de 511 persones, 362 eren actives i 149 eren inactives. De les 362 persones actives 323 estaven ocupades (191 homes i 132 dones) i 39 estaven aturades (24 homes i 15 dones). De les 149 persones inactives 32 estaven jubilades, 48 estaven estudiant i 69 estaven classificades com a «altres inactius».

### Ingressos
El 2009 a Dommary-Baroncourt hi havia 311 unitats fiscals que integraven 804 persones, la mediana anual d'ingressos fiscals per persona era de 15.336 €.

### Activitats econòmiques
Dels 15 establiments que hi havia el 2007, 2 eren d'empreses extractives, 1 d'una empresa alimentària, 2 d'empreses de construcció, 3 d'empreses de comerç i reparació d'automòbils, 4 d'empreses de transport, 1 d'una empresa d'hostatgeria i restauració, 1 d'una empresa financera i 1 d'una empresa classificada com a «altres activitats de serveis».
Dels 2 establiments de servei als particulars que hi havia el 2009, 1 era una oficina de correu i 1 paleta.
L'únic establiment comercial que hi havia el 2009 era una fleca.
L'any 2000 a Dommary-Baroncourt hi havia 10 explotacions agrícoles que ocupaven un total de 900 hectàrees.

## Equipaments sanitaris i escolars
El 2009 hi havia una escola elemental integrada dins d'un grup escolar amb les comunes properes formant una escola dispersa.

## Poblacions més properes
El següent diagrama mostra les poblacions més properes.